# Romilly-sur-Andelle
Romilly-sur-Andelle es una localidad y comuna francesa situada en la región de Alta Normandía, departamento de Eure, en el distrito de Les Andelys y cantón de Fleury-sur-Andelle.

## Demografía
| 640 | 780 | 803 | 917 | 1118 | 1079 | 1169 | 1147 | 1313 | 1366 | 1369 | 1369 | 1380 | 1398 | 1485 | 1527 | 1293 | 1641 | 1566 | 1705 | 1606 | 1604 | 1596 | 1481 | 1564 | 1525 | 1779 | 1981 | 2249 | 2524 | 2658 | 2655 | 2654 |
| Para los censos de 1962 a 1999 la población legal corresponde a la población sin duplicidades (Fuente: INSEE [Consultar]) |     |     |     |      |      |      |      |      |      |      |      |      |      |      |      |      |      |      |      |      |      |      |      |      |      |      |      |      |      |      |      |      |

Gráfico de evolución demográfica de la comuna desde 1793 hasta 2006

## Historia
Los alrededores de 'Romilly han estado habitados al menos desde el neolítico (4000 a. C.), como confirman las numerosas piezas de sílex talladas que se han encontrado . También se han encontrado vestigios de la edad del bronce (1800 a. C.) y de la antigüedad (siglo I a.C.).
La ocupación humana durante la Alta Edad Media estuvo caracterizada por la presencia de silos, de hornos domésticos y de graneros a lo largo de la actual rue de la Libération. Este hábitat estaba limitado al norte por un cementerio de la misma época.
A finales del siglo XI, Guillaume Fils Osbern, poderoso vasallo y fiel compañero de Guillermo el Conquistador, dio las tierras de Romilly-sur-Andelle a la abadía benedictina de Lyre que acababa de fundar. Esta última creó en el lugar el priorato de Saint-Crespin. El cementerio se trasladó entonces más al este (junto al emplazamiento actual de la iglesia de Saint-Georges, construida a caballo de los siglos XI y XII). Por desgracia no se han encontrado fuentes escritas que describan el conjunto religioso, de forma que se conocen por las excavaciones arqueológicas .

## Administración

### Alcaldes
- Desde marzo de 2008: Jean-Luc Romet
- De junio de 2001 a marzo de 2008:	Maurice Jacob
- De marzo de 1982 a junio de 1995: Jacques Coutois
- De marzo de 1977 a marzo de 1982: Alain Robert

### Entidades intercomunales
Romilly-sur-Andelle está integrada en la Communauté de communes de l'Andelle . Además forma parte de diversos sindicatos intercomunales para la prestación de diversos servicios públicos:
- Syndicat de voirie de Fleury sur Andelle .
- Syndicat intercommunal pour la Gestion des Gymnases et Equipements Sportifs annexes aux Collèges de Fleury et Romilly-sur-Andelle .
- Syndicat de transport scolaire de Seine Andelle .
- Syndicat de l'électricité et du gaz de l'Eure (SIEGE) .
- Syndicat intercommunal d'assainissement de Romilly sur Andelle Pont St Pierre et Douville sur Andelle .
- Syndicat Intercommunal pour l'école de musique de Romilly-sur-Andelle et Pont-Saint-Pierre .
- Syndicat du bassin de l'Andelle et de ses affluents .
- Syndicat Intercommunal pour l'étude, le suivi et l'animation d'une Opération Programmée d'Amélioration de l'Habitat du Canton de Fleury-sur-Andelle .
- Syndicat de constr. et de gestion de l'ensemble aquatique et ludique de l'Andelle .
- Syndicat Intercommunal d'Alimentation en Eau Potable Andelle-Seine Bord .

### Riesgos
La prefectura del departamento de Eure incluye la comuna en la previsión de riesgos mayores  por:
- Presencia de cavidades subterráneas.
- Riesgos derivados del transporte de mercancías peligrosas.
- Riesgo de inundación.